# Marcell Papama
Mariine Marcell Papama (ur. 28 kwietnia 1996 w Okapya) – namibijski piłkarz grający na pozycji defensywnego pomocnika. Od 2023 jest zawodnikiem klubu Township Rollers.

## Kariera klubowa
Swoją karierę piłkarską Papama rozpoczął w klubie Young African FC. Zadebiutował w nim w sezonie 2013/2014 w trzeciej lidze namibijskiej. W 2016 roku najpierw grał w KK Palace FC, a następnie przeszedł do UNAM FC. W latach 2019–2021 był zawodnikiem African Stars FC, z którym w sezonie 2018/2019 wywalczył wicemistrzostwo Namibii. W latach 2021–2023 występował w botswańskim Jwaneng Galaxy FC. W sezonie 2022/2023 został z nim mistrzem kraju. W 2023 przeszedł do innego klubu z Botswany, Township Rollers.

## Kariera reprezentacyjna
W reprezentacji Namibii Papama zadebiutował 19 kwietnia 2018 w przegranym 0:1 towarzyskim meczu z Eswatini, rozegranym w Manzini. W 2019 roku powołano go do kadry na Puchar Narodów Afryki 2019. Zagrał w nim w dwóch meczach grupowych: z Marokiem (0:1) i z Wybrzeżem Kości Słoniowej (1:4).
W 2024 roku Papama został powołany do kadry na Puchar Narodów Afryki 2023. Wystąpił w nim w jednym meczu grupowym, z Mali (0:0).